# Zerynthia cretica
Zerynthia cretica är en fjärilsart som först beskrevs av Hans Rebel 1904.  Zerynthia cretica ingår i släktet Zerynthia och familjen riddarfjärilar. IUCN kategoriserar arten globalt som livskraftig. Inga underarter finns listade i Catalogue of Life.